# Homopus
Homopus – rodzaj żółwi z rodziny żółwi lądowych (Testudinidae).

## Zasięg występowania
Rodzaj obejmuje gatunki występujące w Afryce Południowej (Lesotho i Południowa Afryka). 

## Systematyka

### Etymologia
Homopus: gr. ὁμοιος omoios „równy, podobny”; πους pous, ποδος podos „stopa”.

### Podział systematyczny
Do rodzaju należą następujące gatunki: 
- Homopus areolatus (Thunberg, 1787)
- Homopus femoralis Boulenger, 1888